# Elecciones parlamentarias de Bolivia de 1938
Las elecciones parlamentarias de Bolivia de 1938 se realizaron el 13 de marzo de dicho año a fin de elegir una Convención Nacional encargada de redactar una nueva Constitución.

## Resultados
| Partido/Alianza      | Partido/Alianza                   | Partido/Alianza      | Votos | %     | Senadores | Diputados | Total |
| -------------------- | --------------------------------- | -------------------- | ----- | ----- | --------- | --------- | ----- |
|                      | Frente Único Socialista           | FUS                  | ???   | ???   | 18        | 96        | 114   |
|                      | Clérigos independientes de La Paz |                      | ???   | ???   | 00        | 02        | 02    |
|                      | Independientes                    |                      | ???   | ???   | 00        | 05        | 05    |
| Votos válidos        | Votos válidos                     | Votos válidos        | ???   | 100,0 | 18        | 103       | 121   |
| Votos nulos          | Votos nulos                       | Votos nulos          | ???   |       |           |           |       |
| Votos emitidos       | Votos emitidos                    | Votos emitidos       | ???   |       |           |           |       |
| Votantes registrados | Votantes registrados              | Votantes registrados | ???   |       |           |           |       |
| Población            | Población                         | Población            | ???   |       |           |           |       |

- FUS – Frente Único Socialista. Alianza electoral conformada por:
  - Legión de Excombatientes (LEC)
  - Confederación Sindical de Trabajadores de Bolivia (CSTB)
  - Partido Obrero (PO)
  - Frente Popular de Potosí (FPP)
  - Partido Socialista Unificado (PSU)
  - Partido Republicano Socialista (PRS)
  - Partido Socialista Independiente (PSI)

El 27 de mayo de 1938 la Convención Nacional confirmó al general Germán Busch Becerra, quien había asumido la presidencia el 13 de julio de 1937 como resultado de un golpe de Estado.
La Convención Nacional fue disuelta por el presidente Germán Busch Becerra el 24 de abril de 1939.